# Decorticatore

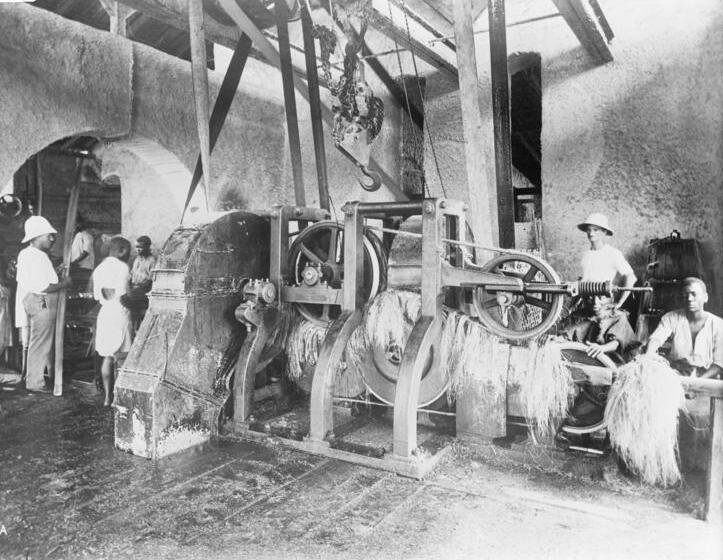
Decorticatore di sisal, Africa 1906-1918

Il decorticatore (dal latino cortex «corteccia») è una macchina usata nell'industria tessile per mettere a nudo dalla corteccia o scorza i fusti di piante come il lino, la canapa e simili, preparando le fibre e lo stesso fusto alle successive lavorazioni.

## Storia
Nel 1861 un contadino di Bologna di nome Bernagozzi realizzò una macchina chiamata "scavezzatrice", un decorticatore per la canapa. Un altro decorticatore di canapa, prodotto in Germania nel 1890 e funzionante, è conservato al Museo della Civiltà Contadina di Bentivoglio, vicino a Bologna.
Centinaia di tipi diversi di decorticatore sono stati sviluppati dal 1890. Non è dunque vero ciò che alcune fonti riferiscono, cioè che il primo decorticatore funzionante per la lavorazione della canapa fu inventato negli Stati Uniti nel 1935. Nel 1916 c'erano già cinque diversi tipi di macchine "scavezzatrici" per la canapa in uso negli USA, e ancora altri in Europa.
Tra i decorticatori più celebri e discussi c'è il modello Schlichten:
(dal libro Canapa - La storia americana rivisitata di Robert Deitch)
(dal libro The Emperor Wears No Clothes di Jack Herer)
Nel 1919 George Schlichten ottenne il brevetto negli Stati Uniti per i suoi miglioramenti del decorticatore per il trattamento di piante da fibra. Egli però non riuscì a trovare investitori per la produzione in serie del suo decorticatore, e morì in miseria nel 1923.